# Galații Bistriței
Galații Bistriței (Duits: Heresdorf; Hongaars: Galacfalva) is een Roemeense gemeente in het district Bistrița-Năsăud.
Galații Bistriței telt 2529 inwoners. In de gemeente ligt het dorp Harina (Weisskirch) waar een van de mooiste kerken van de regio staat.
De gemeente was vroeger onderdeel van het Nösnerland, een autonoom gebied van de Zevenburger Saksen.
De gemeente bestaat uit de dorpen: : 
- Albeștii Bistriței (Weisskirchen of; Kisfehéregyhá)
- Dipșa (Dürrbach)
- Galații Bistriței (Heresdorf)
- Herina (Harina)
- Tonciu (Tacs)

In 2011 was 80,4% van de bevolking Roemeens en 9,3% Hongaars. Verder bestond de bevolking uit Roma (8,7%).
Tonciu (Hongaars: Tacs), 214 inwoners, is een volledig Hongaarstalig dorp dat behoort bij de regio Zevenburgse Vlakte.

## Historische bevolkingssamenstelling in 1900
- Albeștii Bistriței (Weisskirchen of; Kisfehéregyhá)  535 inwoners waarvan 397 Saksen
- Dipșa (Dürrbach) 693 inwoners waarvan 430 Saksen
- Galații Bistriței (Heresdorf) 985 inwoners, 920 Roemenen en 51 Saksen (Behoorde niet tot het Nösnerland)
- Herina (Harina) 948 inwoners waarvan 404 Saksen
- Tonciu (Tacs) 427 inwoners, waarvan 251 Hongaren en 131 Saksen